# Avenida Eduardo Ribeiro
A Avenida Eduardo Ribeiro é um dos logradouros mais importantes do município de Manaus, a capital do estado do Amazonas. Está localizada no Centro Histórico, entre as praças XV de Novembro (da Matriz) e Antônio Bittencourt (do Congresso). Foi batizada com o nome de Eduardo Ribeiro, ex-governador do Amazonas e principal idealizador da avenida.
É um logradouro centenário, considerado um dos principais centros financeiros da capital amazonense. Tornou-se uma referência comercial, cultural, econômica e viária da cidade de Manaus, onde se instalaram os principais armazéns de venda de produtos finos, prédios históricos, hotéis, restaurantes, praças, bares, a sede da Rádio Difusora do Amazonas, cinemas, bancos, entre outros. 
Por lá circulavam charretes, bondes elétricos, automóveis e ônibus, onde a nata da sociedade manauara fez daquele logradouro um lugar da moda. Diariamente circulam pessoas de todas as partes da cidade e região metropolitana, até mesmo turistas, atraídos pelo intenso comércio e pelo aspecto cultural do lugar.

## História

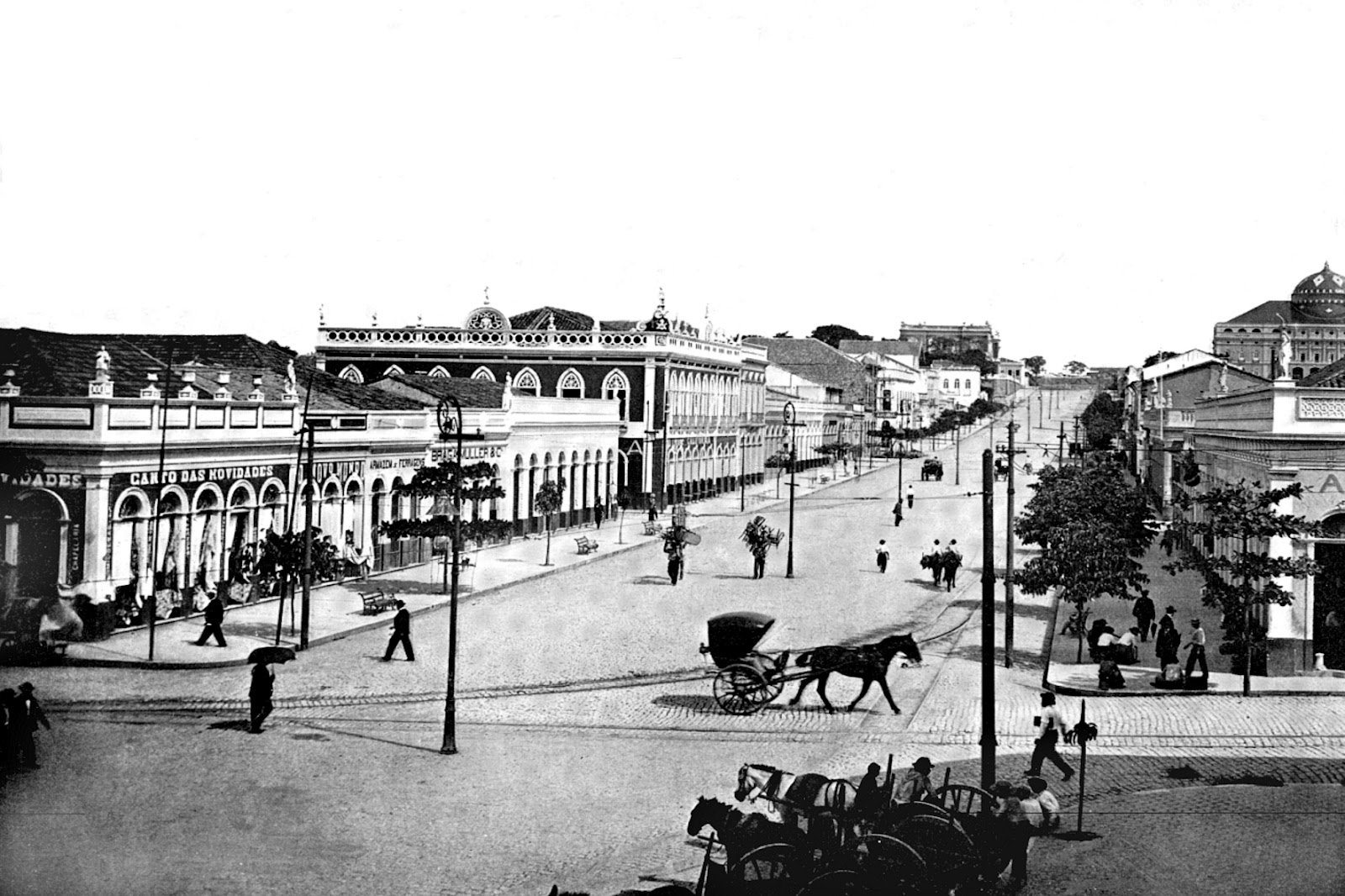
A avenida Eduardo Ribeiro, c. 1901.

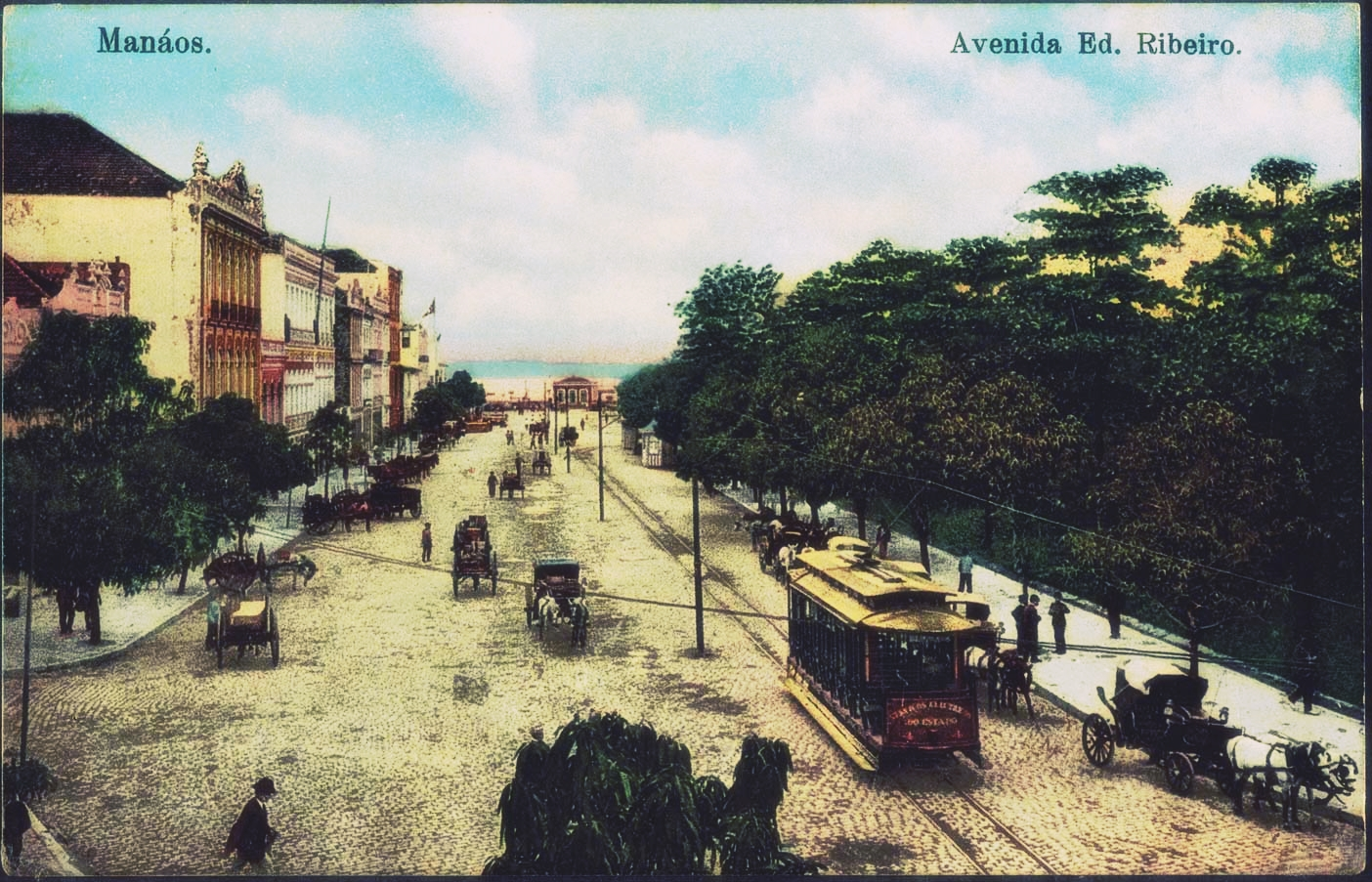
Bonde circulando na avenida Eduardo Ribeiro, c. 1909.

Em 1892 assumiu o governo do Amazonas o maranhense Eduardo Ribeiro. Em seu governo, Manaus inteira passou por inúmeras transformações, especialmente porque a capital vivia em um momento financeiro positivo com a exportação da borracha e precisava atrair mão-de-obra e capital estrangeiro. Com a riqueza proporcionada durante o ciclo da borracha, a cidade foi remodelada especialmente no período de 1910, quando foi dotada de arquitetura eclética, com prédios inspirados nos padrões estéticos europeus, jardins públicos e monumentos comemorativos. O espaço privilegiado por estas modificações compreende hoje o Centro Histórico da cidade, que passa por um processo para ser tombado como patrimônio nacional.
Dentro deste processo de intervenções urbanas do final do século XIX e início do século XX, foi aberta uma avenida no Centro, a partir do porto e que termina em uma grande praça e com um prédio onde funcionaria o Palacete Provincial. A ideia principal era a de que a Avenida do Palácio, atual Eduardo Ribeiro, se tornasse cartão postal da cidade e que fizesse conexão com outras importantes ruas da época. Em julho de 1894, Eduardo Ribeiro previa que a obra demoraria mais cerca de dois meses para ficar pronta, no entanto, em março de 1896, o governador lamentava que o serviço de aterro do igarapé onde deveria prolongar-se a referida avenida não tinha progredido tanto quanto se esperava, contudo esperava que dentro de noventa dias a obra estivesse concluída.
Apesar de todos os esforços empregados, é provável que esta obra não estivesse totalmente concluída até 1899, pode ser que estivesse concluído o aterro do igarapé, mas a avenida mantinha-se em obras, seu calçamento em paralelepípedo iniciava a partir do encontro com a rua Municipal (atual av. Sete de Setembro) e aparentava regularidade até o topo da avenida, onde se erguia a construção do Palácio da Justiça. Tem-se registros de que a obra só foi inteiramente concluída em 1902.

## Características

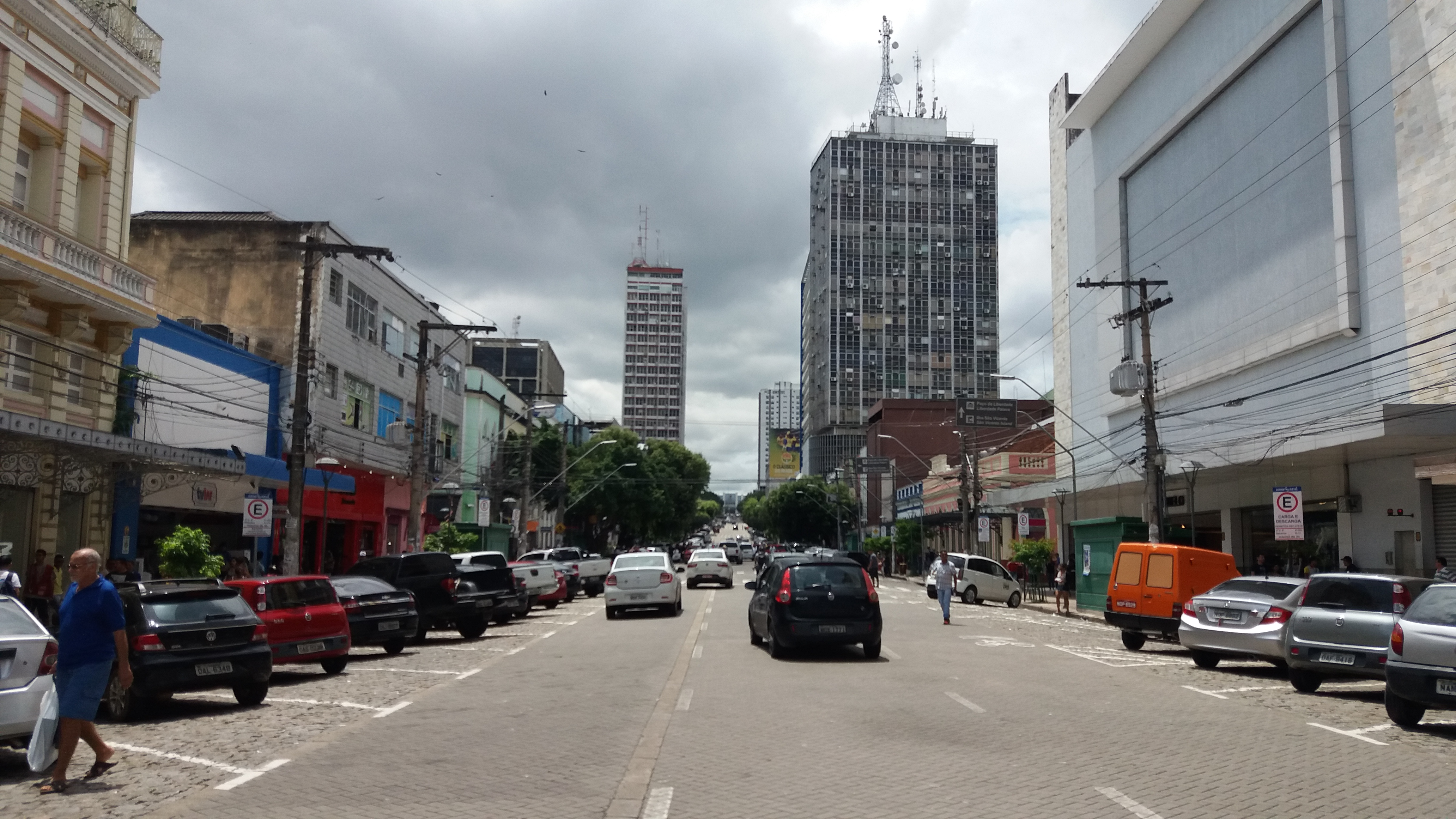
Vista para os edifícios Palácio do Comércio (à esquerda) e Manaus Shopping Center, em 2018.

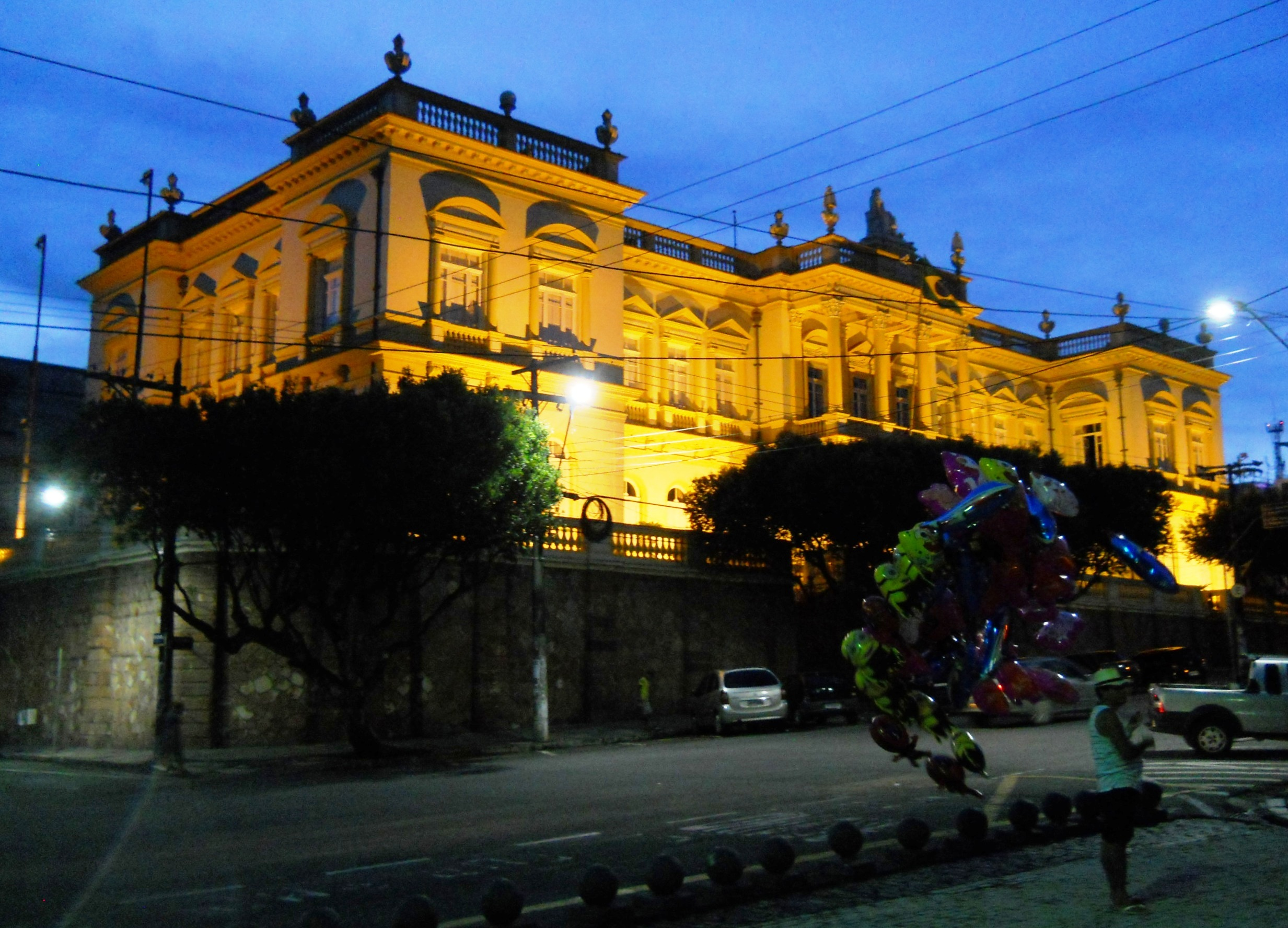
Palácio da Justiça

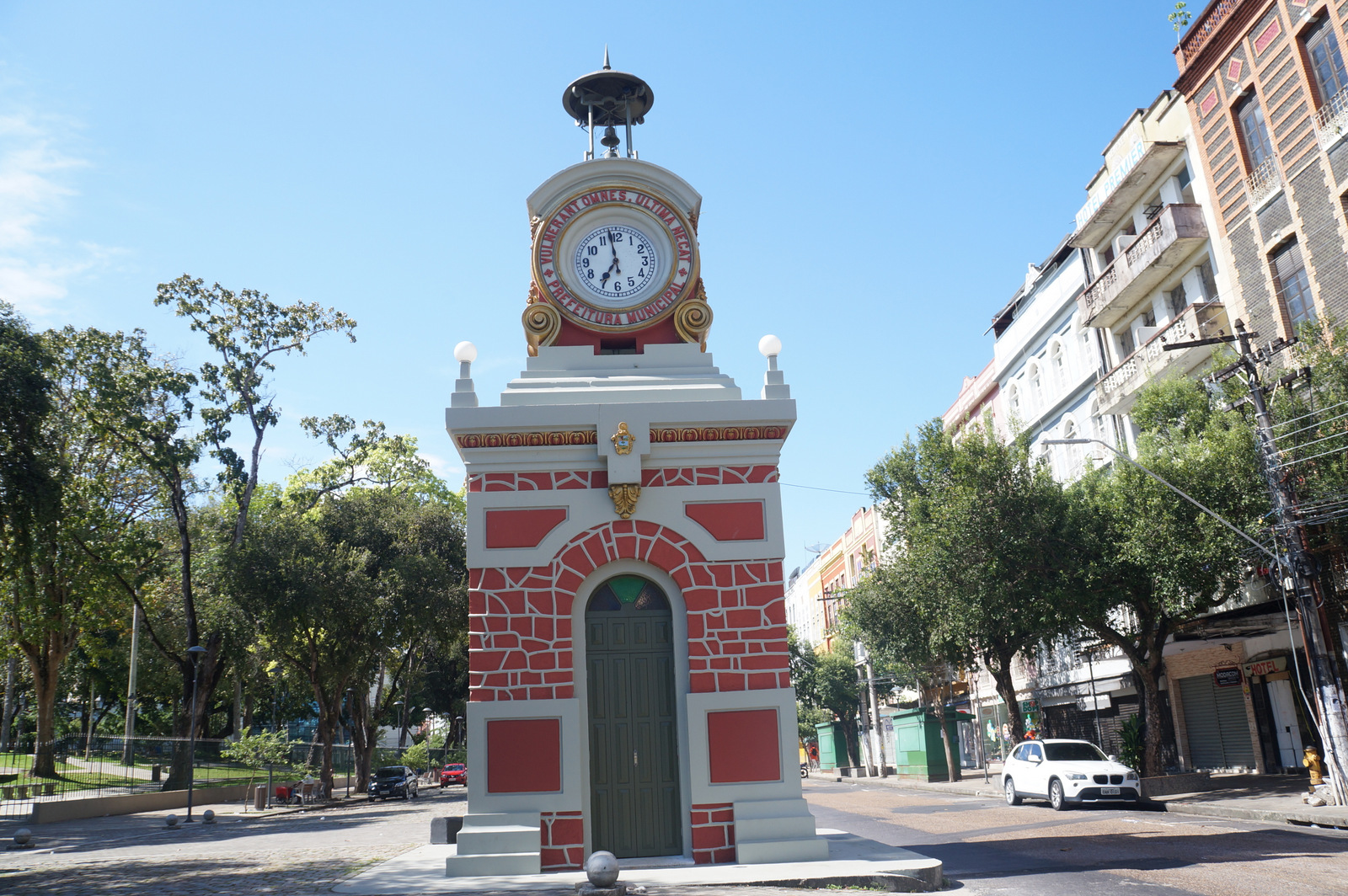
Relógio Municipal

### Espaços públicos e culturais
A Eduardo Ribeiro atravessa as principais ruas do Centro Histórico que também se tornou centro comercial com a implantação da Zona Franca em 1967. Praticamente toda a extensão da avenida, dos dois lados é ocupada por estabelecimentos comerciais. No entanto, nota-se uma diferença dos tipos de estabelecimentos. No alto da avenida, mais próximo ao Teatro Amazonas, situam-se os mais nobres, com produtos mais caros, e na parte baixa, mais próxima ao porto, os mais populares, incluindo aí a feira de camelôs.
A avenida concentra atualmente prédios comerciais e históricos, como lojas das principais redes varejistas como Marisa, Bemol, C&A, Riachuelo, Carrefour, Supermercado DB, além de dezenas de lojas regionais. No alto da avenida, temos o Largo São Sebastião e o Monumento à Abertura dos Portos, o Teatro Amazonas e o Palácio da Justiça. Na parte baixa da mesma avenida, o Porto de Manaus, a Catedral Metropolitana, o Relógio Municipal, o obelisco em homenagem à Cidade de Manaus, vários edifícios comerciais, entre eles o prédio da Receita Federal.

### Eventos
A Eduardo Ribeiro já foi palco dos maiores eventos da cidade, como desfiles da Semana da Pátria e festivais folclóricos, além de abrigar até a década de 70, dois famosos cinemas da cidade. O carnaval também era realizado na avenida Eduardo Ribeiro, em fins da década de 1970, na esquina com a rua Saldanha Marinho.

## Revitalização
Entre 2015 e 2016, a Avenida Eduardo Ribeiro, no Centro de Manaus, passou por um processo de revitalização. A restauração teve a proposta de recuperar a primeira aparência da via, na época da Belle Époque, no início do século 20. O que muita gente não sabe é que a verdadeira primeira aparência da via era a de um igarapé, nomeado "Espírito Santo", um "braço" do Rio Negro que foi aterrado e canalizado para a modernização da capital.

## Monumentos
- Entre os monumentos mais famosos da cidade, localizado na avenida o Relógio Municipal, datado de 1929, considerado um dos monumentos mais representativos de Manaus.

- O Monumento ao Primeiro Centenário da Elevação da Vila da Barra do Rio Negro à categoria de Cidade (obelisco) foi construído na administração municipal de Raimundo Chaves Ribeiro. Localiza-se no início da avenida Eduardo Ribeiro, entre o Porto de Manaus e o Relógio Municipal. Marca a data histórica da elevação da Vila da Barra do Rio Negro à categoria de cidade: 24 de outubro de 1848. É conhecido, também, como obelisco devido ao seu formato retangular e sua ponta triangular em forma de pirâmide.[4]